# Florian Peil

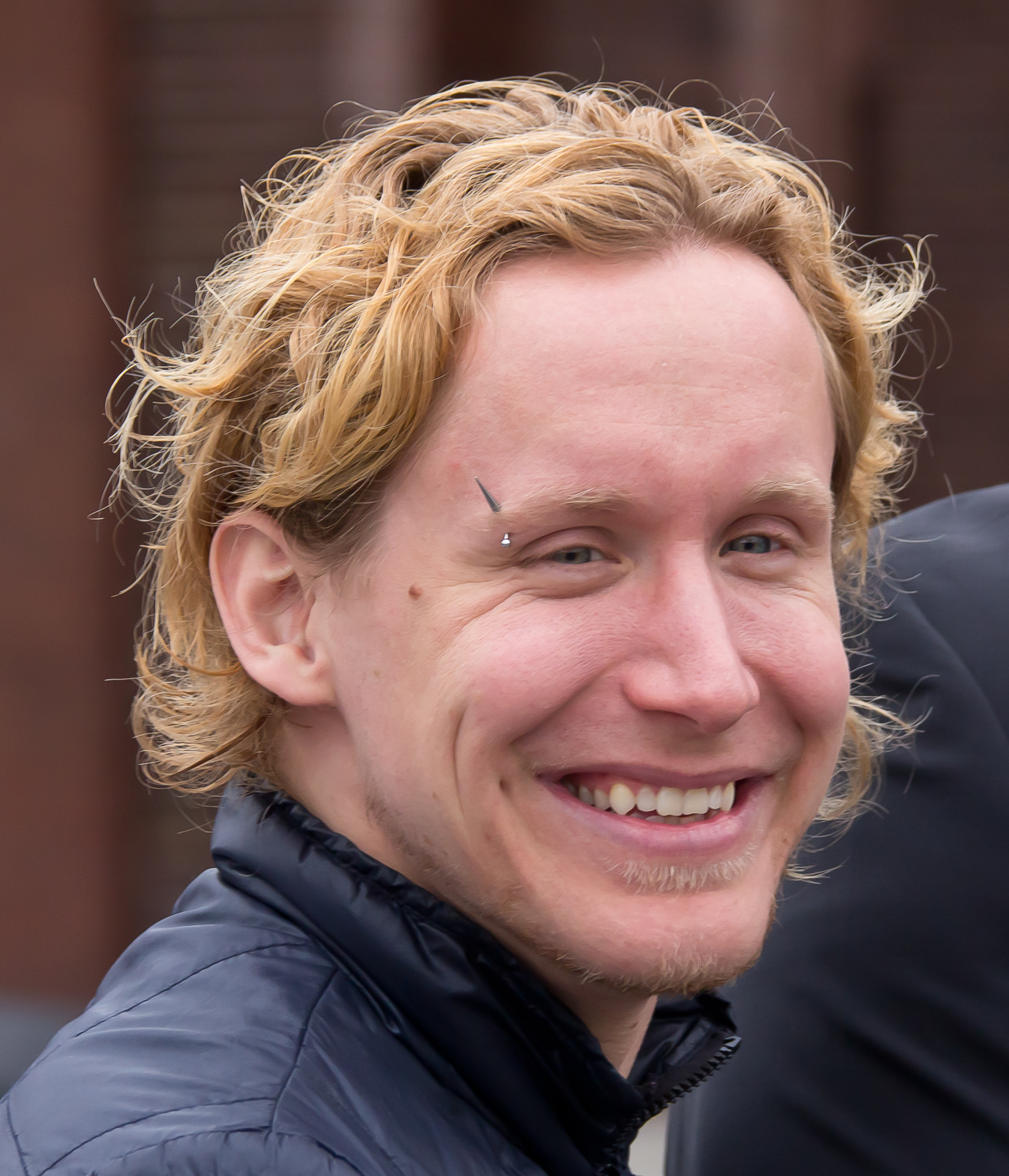
Florian Peil 2012

Florian „Flo“ Peil (* 19. November 1979 in Düren-Birkesdorf) ist ein deutscher Sänger, Musikproduzent und Songwriter. Er ist Gründungsmitglied der Kölner Mundart-Band Kasalla.
Peil ist Mitglied des Songwriter- und Produzentenpools Tinseltown Music, die in den Kölner Maarwegstudios ansässig sind. Er gehört der Celler Schule an.

## Leben
Florian Peil wuchs in Hürtgenwald-Straß auf, machte am Stiftischen Gymnasium in Düren Abitur und leistete in der Bleiberger Fabrik in Aachen den Zivildienst ab. Danach studierte er Tontechnik und Popularmusik in Hamburg und Köln.  Neben Kasalla ist Peil Frontmann bei Peilomat. Er ist der Bruder des Perkussionisten Roland Peil und lebt in Köln.
Seit 2005 gehört er der Celler Schule an.

## Werke
Peil schreibt neben seiner Arbeit für die eigenen Gruppen auch Lieder für andere Bands und Künstler, zum Beispiel:
- In diesem Moment, Alles kommt zurück – Roger Cicero
- Allemann, Weltmeister – Elton
- Dangerzone – Vanilla Ninja
- Dat et se jitt –  Bläck Fööss
- Loss Dich eimol jonn (wie ene kölsche Jung), Bütze is jesund – De Wanderer
- Düxer Strandclub, Hey hey bliev noch e besje met dobei – Paveier
- Jet janz besonderes, Endlich wieder Karneval, Sing met uns – Kölner Jugendchor Sankt Stephan
- Der kleine Stern – Lucky Kids

Außerdem arbeitete er als Gitarrist, Produzent, Vocalcoach und Toningenieur an diversen Produktionen wie Crash von Sandy Mölling, Grace von Mandy Capristo oder Das volle Programm von Maite Kelly mit.

## Auszeichnungen
- Deutscher Musikautorenpreis 2014[2]
- Für das Album In diesem Moment von Roger Cicero: Deutschland Gold[3]